# Christiane Slawiková

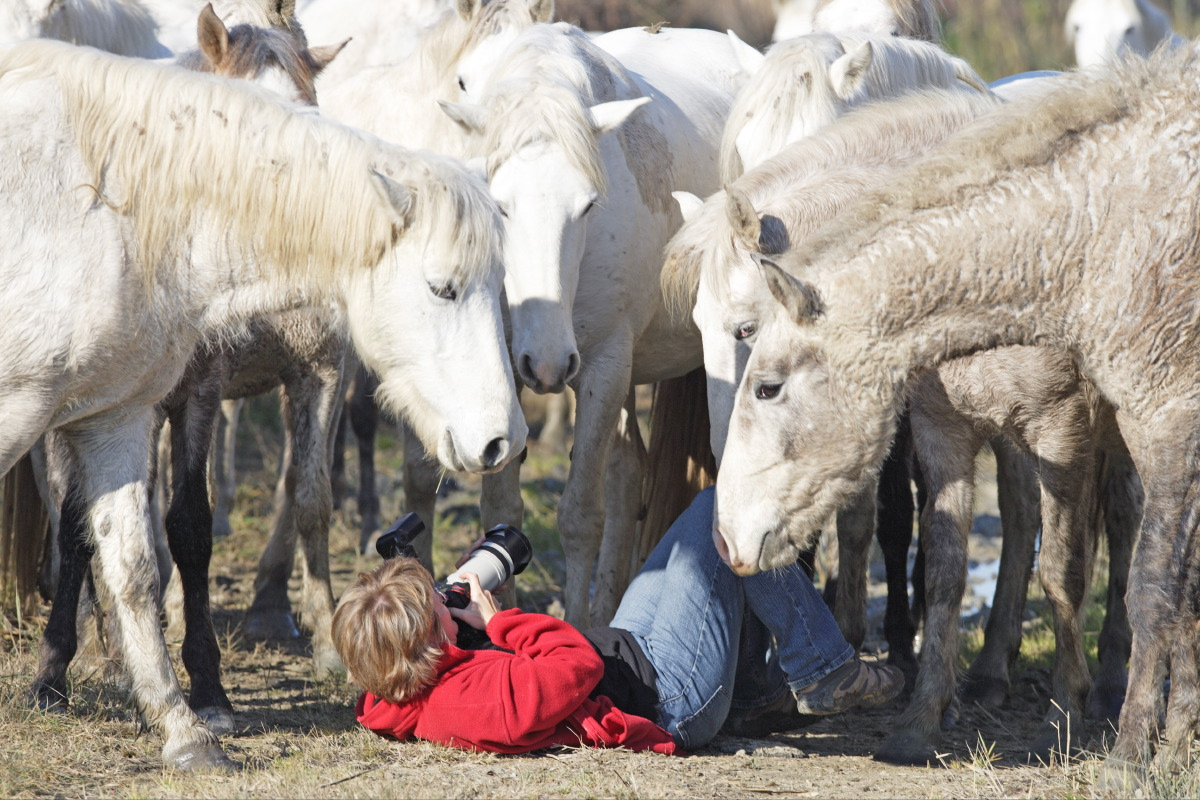
Christiane při práci

Christiane Slawiková (nepřechýleně Christiane Slawik; * 13. ledna 1964, Würzburg) je německá fotografka a spisovatelka, která se specializuje na snímky a náměty koní.

## Životopis
Studovala na Univerzitě Julia Maxmiliána ve Würzburgu. Její disertační práce s názvem „Hippologická pozorování naturalistických reprezentací koní ve výtvarném umění“ již obsahovala koně jako hlavní podstatu. Po pobytech v USA pracovala v rádiu, poté jako moderátorka a dočasná šéfredaktorka televize v Německu.
Slawiková pracuje pro asi 40 vydavatelů. Publikuje odborné knihy, články a ilustrované knihy v Evropě a USA. Její fotografie se každoročně objevují na obálkách časopisů a ilustrují kolem dvaceti kalendářů a odborných knih. V roce 2008 její fotokniha Motiv: Pferd vyhrála cenu Benjamina Franklina za nejlepší americkou zvířecí knihu roku. V roce 2011 Graphic Club Stuttgart e. V. ve svém prodejním kalendáři získal kalendář autorky "Koně 2011" (DUMONT) s 635 účastníky bronzovou medaili.

## Dílo
- Tinker Poníci. Cadmos Verlag, nizozemsky vyd. Forte Verlag, Lüneburg 2000, ISBN 3-86127-352-7.
- Schwere Jungs. Cadmos Verlag, Lüneburg 2002, ISBN 3-86127-383-7.
- Legendární koně Berberů. Cadmos Verlag, Brunsbek 2006, ISBN 3-86127-432-9.
- Štěstí je kůň. Willow Creek Press, Minocqua/Wisconsin (USA) 2008, ISBN 978-1-59543-596-5.
- Motiv koně. Cadmos Verlag, Hamburk 2007, ISBN 978-3-86127-445-2.
- Koňská duše. Jezdectví, Praha 2007, ISBN 80-7250-367-7.
- Kouzlo koní. Cadmos Verlag, Schwarzenbeck 2009, ISBN 978-3-86127-471-1.
- Koňské příběhy z Rakouska. AV Buch-Verlag, ISBN 978-3-7040-2340-7.